# Bathyerginae
Sous-famille
Les Bathyerginae sont une sous-famille de l'ordre des Rongeurs. Cette sous-famille qui rassemble une partie des rats-taupes a été décrite pour la première fois en 1841 par le zoologiste britannique George Robert Waterhouse (1810-1888).
Synonyme : Georychinae Roberts, 1951

## Liste des genres et espèces
Selon Mammal Species of the World (version 3, 2005)  (11 déc. 2012) :
- genre Bathyergus Illiger, 1811
  - Bathyergus janetta
  - Bathyergus suillus - Fouisseur du Cap[2]
- genre Cryptomys Gray, 1864
  - Cryptomys amatus - Petit Rat-taupe solitaire[3]
  - Cryptomys anselli
  - Cryptomys bocagei
  - Cryptomys damarensis - Rat-taupe de Damaraland ou Rat-taupe de Damara[2]
  - Cryptomys darlingi
  - Cryptomys foxi
  - Cryptomys hottentotus - Rat-taupe africain[2] ou  Rat-taupe hottentot[4]
  - Cryptomys kafuensis
  - Cryptomys mechowi - Rat-taupe géant[5] ou Petit Rat-taupe solitaire[3]
  - Cryptomys ochraceocinereus - Petit Rat-taupe social[3]
  - Cryptomys zechi
- genre Georychus Illiger, 1811
  - Georychus capensis - Rat-taupe du Cap[2]
- genre Heliophobius Peters, 1846
  - Heliophobius argenteocinereus - Rat-taupe[2]

Selon ITIS (11 déc. 2012) :
- genre Bathyergus Illiger, 1811
- genre Cryptomys Gray, 1864
- genre Georychus Illiger, 1811
- genre Heliophobius Peters, 1846